# La búsqueda del dragón
La búsqueda del dragón (Dragonquest en inglés) es una novela de la escritora estadounidense Anne McCaffrey publicada por primera vez en 1972. Es el segundo libro de la exitosa serie Los jinetes de dragones de Pern. Fue nominado para el premio Hugo de mejor novela en 1972. La historia tiene lugar siete años después del final de El vuelo del dragón.

## Argumento
La tensión aumenta cada vez más entre los Antiguos, los antiguos jinetes de dragón que viajaron en el tiempo para ayudar a los jinetes de dragón actuales a proteger el planeta de Pern y a sus habitantes de las Hebras. F'nor intenta mediar en el asunto pero la situación es tan insostenible que un jinete antiguo, T'reb, llega a atacarle. F'nor es enviado al continente Sur para descansar y recuperarse. Allí se enamora de 
Brekke y descubre las maldades que lleva a cabo Kylara.
F'lar es finalmente forzado a tener un duelo con T'ron, el líder de los Antiguos, y luego de vencerle destierra a quienes se niegan a aceptar su liderazgo al Weyr del Sur. Aun así F'lar es herido gravemente.
La reina dragón de Brekke se eleva en un vuelo de apareamiento, pero es atacada por la reina dragón de Kylara y ambos dragones mueren, dejando a sus jinetes en un estado catatónico, del que solo Brekke se recupera, dando un gran grito.
El grito fue también la inspiración para una canción de Menolly, después de que ella encontrara que un acorde de la guitarra sonaba sorprendentemente como la voz de Brekke cuando gritó. Esta es una curiosidad que aparece en La canción del dragón.
- Datos: Q2976056